# Casa de raport de pe str. Alexandru cel Bun, 2 (Chișinău)
Casa de raport de pe str. Alexandru cel Bun, 2 este o clădire amplasată pe str. Alexandru cel Bun, 2 în Chișinău, Republica Moldova. Este un monument istoric de importanță națională inclus în Registrul monumentelor Republicii Moldova ocrotite de stat cu nr. 56 (municipiul Chișinău). Datează de la sf. sec. XIX – înc. sec. XX.